# Lijst van voormalige spoorwegstations in Gelderland
Dit is een lijst van voormalige spoorwegstations in Gelderland. 

## Spoorlijn Amsterdam - Elten
- Babberich
- Buunderkamp
- Fort Westervoort
- Groessen
- Oostzijde Brug

## Spoorlijn Arnhem - Leeuwarden
- De Steeg

## Spoorlijn Zutphen - Glanerbrug
- Laren-Almen

## Spoorlijn Utrecht - Boxtel
- Hedel
- Waardenburg

## Spoorlijn Utrecht - Kampen
- Hattem NCS (na 1 jan. 1913 Hattemmerbroek)
- Hulshorst

## Spoorlijn Amsterdam - Zutphen
- Assel
- Stroe
- Voorthuizen

## Spoorlijn Apeldoorn - Deventer
- Teuge
- Duistervoorde
- Holthuizerstraat

## Spoorlijn Arnhem - Nijmegen
- Oosterbeek Laag
- Ressen-Bemmel

## Spoorlijn Elst - Dordrecht
- Vork
- Valburg
- Echteld
- Wadenoijen

## Geldersch-Overijsselsche Lokaalspoorweg-Maatschappij (GOLS)
- Zevenaar GOLS (1884)
- Bredevoort (1883)
- Winterswijk GOLS (1907)
- Groenlo (1883)

- Eibergen (1883)
- Neede (1883)
- Borculo (1883)
- Zelhem (1883)

## Nederlandsche Locaalspoorweg-Maatschappij (NLM)
De stations Beekbergen, Loenen, Eerbeek en Dieren zijn nog in gebruik bij de Veluwse Stoomtrein Maatschappij.
- Hattem (1886)
- Berghuizen (1886)
- Wapenveld (1886)
- Heerde (1886)
- Epe (1886)
- Emst (1886)
- Vaassen (1886)
- Het Loo (1886)
- Beekbergen (1886)
- Loenen (1886)

- Eerbeek (1886)
- Soeren (1886)
- Dieren (1886)
- Twello (1886)
- Bathmen (1886)
- Dijkerhoek (1886)
- Holten (1886)
- Rijssen (1886)

## Locaalspoorweg Maatschappij Dinxperlo-Varsseveld (DV)
- Dinxperlo (1904)
- De Heurne (1904)
- Sinderen (1904)
- Hebink (1904)

## Locaalspoorweg-Maatschappij Neede-Hellendoorn (NH)
- Kisveld (1908)
- Noordijk (1908)
- Gelselaar (1908)

## Nijmeegsche Spoorwegmaatschappij (NSM)
- Groesbeek
- 't Heilig Land